# 16 Carriages
16 Carriages è un singolo della cantante statunitense Beyoncé, pubblicato l'11 febbraio del 2024 come primo estratto dall'ottavo album in studio Cowboy Carter.
Il brano è stato pubblicato in contemporanea con il singolo Texas Hold 'Em. La canzone ha ottenuto una candidatura per la miglior interpretazione country solista alla 67ª edizione dei Grammy Awards.

## Descrizione
Il brano è stato scritto e prodotto dalla stessa cantante con Atia Boggs, Dave Hamelin e Raphael Saadiq. La canzone presenta sonorità di musica country, con strumenti a percussione e slide guitar; il testo riflette sui temi della «crescita adolescenziale», legati al rapporto tra genitori e figli.

## Accoglienza
Il brano ha ricevuto recensioni positive da parte della critica musicale.
In una recensione da 4 stelle su 5, Ben Beaumont-Thomas del The Guardian ha descritto il brano come una canzone country dalle proporzioni assimilabile al brano della cantante Halo con «infusi di blues e gospel», in cui Beyoncé canta «l'innesto della sua carriera dalla metà degli anni '90». Lo scrittore ha sottolineato che potrebbe «richiamare i canti di lavoro afroamericani» per «rivendicare il country come parte dell'espressione musicale nera».
Chris Willman di Variety ha riflettuto sul fatto che il brano è associabile, dal punto di vista del testo, alla canzone Daddy Lessons di Beyonce, contenuta nel suo sesto album in studio Lemonade, per il suo riflessivo «racconto della crescita» e per l'esplorazione dei «problemi con i padri», anche se la canzone è «per lo più incentrata sul fatto di essere diventata un cavallo di battaglia che è stato cavalcato troppo duramente prima che avesse la possibilità di essere un'adolescente». Gail Mitchell di Billboard ha scritto che la canzone è «una ballata autobiografica vulnerabile e allo stesso tempo potente» con «voce melodiosa». A proposito del titolo, Mitchell ha scoperto che il numero «16» potrebbe riferirsi all'anno in cui Beyoncé firmò con la Columbia Records con le Destiny's Child.
Ben Sisario del New York Times descrive la canzone come «un'epica ballata» con le chitarre che si gonfiano tra le «percussioni dell'organo» mentre l'artista canta di aver perso l'innocenza «in giovane età». Maria Sherman del The San Diego Union-Tribune ha descritto la canzone come «un lento bruciamento soul» in cui Beyoncé canta «un'ode al duro lavoro e all'eredità lasciata con i suoi successi».

## Tracce
Testi e musiche di Beyoncé Knowles-Carter, Atia Boggs, Dave Hamelin e Raphael Saadiq.
1. 16 Carriages – 3:54

## Classifiche
| Classifica (2024) | Posizione massima |
| ----------------- | ----------------- |
| Australia         | 85                |
| Canada            | 56                |
| Francia           | 128               |
| Irlanda           | 57                |
| Regno Unito       | 44                |
| Stati Uniti       | 38                |